# 宮崎県道・大分県道6号日之影宇目線
宮崎県道・大分県道6号日之影宇目線（みやざきけんどう・おおいたけんどう6ごう ひのかげうめせん）は、宮崎県西臼杵郡日之影町から大分県佐伯市に至る県道（主要地方道）である。

## 概要
宮崎県西臼杵郡日之影町大字七折から大分県佐伯市宇目大字南田原に至る。
宮崎県西臼杵郡日之影町側は日之影川に沿って通行するため、路肩決壊等による災害などで通行止めになることも多く、災害復旧工事、道路工事などによる通行時間規制の交通規制がたびたびあり、未改良・未整備のところも多い。全体的に山間部を通ることから、冬場は積雪や路面凍結がある。2008年（平成20年）10月現在、西臼杵郡日之影町の起点 - 見立間は災害復旧工事による通行規制が行われている箇所がある。
佐伯市宇目の終点付近には「ととろ」という名のバス停がある。その名にちなんでとなりのトトロの登場人物のパネルや人形などが置かれるようになり、付近にはトトロの森という公園が整備されている。

### 路線データ
- 起点：宮崎県西臼杵郡日之影町大字七折（宮崎県道237号北方高千穂線交点）
- 終点：大分県佐伯市宇目大字南田原（国道326号交点）

## 歴史
- 1993年（平成5年）5月11日 - 建設省から、県道日之影宇目線が日之影宇目線として主要地方道に指定される[1]。

## 路線状況

### 道路施設

#### トンネル
- 宮崎県
  - 見立隧道：延長14 m、1955年（昭和30年）竣工、西臼杵郡日之影町（高さ制限あり）
  - 杉ヶ越隧道：延長191 m、1975年（昭和50年）竣工、西臼杵郡日之影町 - 大分県佐伯市
- 大分県
  - 木浦トンネル：延長350 m、1970年（昭和45年）竣工、佐伯市
  - 中岳トンネル：延長209 m、1997年（平成9年）竣工、佐伯市

## 地理

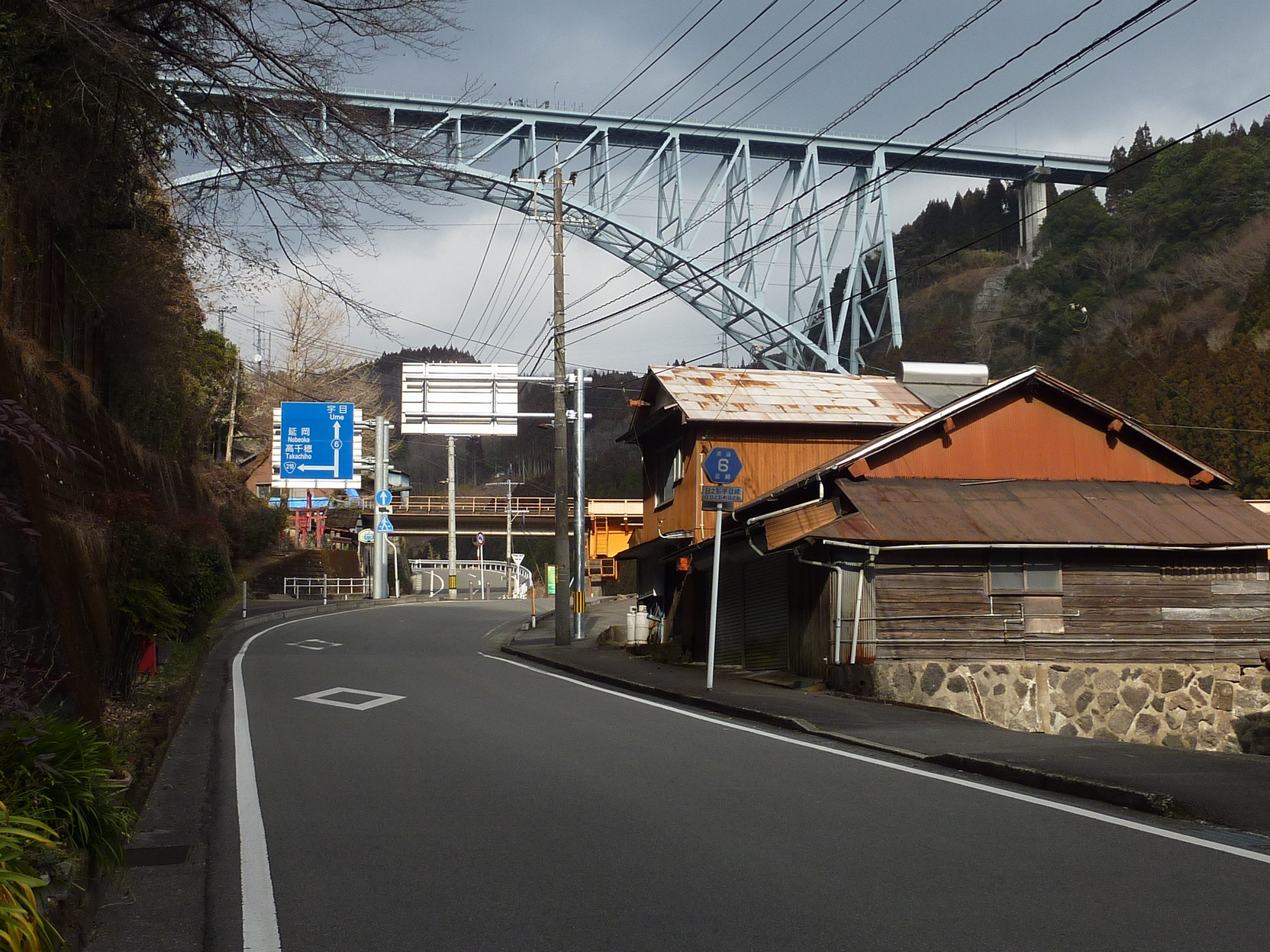
県道6号から望む青雲橋（日之影町）

### 通過する自治体
- 宮崎県
  - 西臼杵郡日之影町
- 大分県
  - 佐伯市

### 交差する道路
| 交差する道路              | 都道府県名 | 市町村名 | 市町村名 | 交差する場所   | 交差する場所 |
| ------------------------- | ---------- | -------- | -------- | -------------- | ------------ |
| 宮崎県道237号北方高千穂線 | 宮崎県     | 西臼杵郡 | 日之影町 | 大字七折       | 起点         |
| 国道218号                 | 宮崎県     | 西臼杵郡 | 日之影町 | 大字七折       | [ 注釈 1 ]   |
| 大分県道613号御泊奥江線   | 大分県     | 佐伯市   | 佐伯市   | 宇目大字木浦内 |              |
| 大分県道45号宇目清川線    | 大分県     | 佐伯市   | 佐伯市   | 宇目大字木浦内 |              |
| 国道326号                 | 大分県     | 佐伯市   | 佐伯市   | 宇目大字南田原 | 終点         |

### 沿線
- 青雲橋
- 見立渓谷
- 傾山
- 木浦名水館
- 木浦鉱山跡
- 英国館
- 白滝温泉
- 石垣村
- ととろのバス停
- トトロの森